# Ibn
Ibn (in arabo ﺍﺑﻦ‎?, convenzionalmente abbreviato "b.") è un sostantivo presente in numerose lingue semitiche che si ricollega alla radice triconsonantica [b-n-y] che, di per sé, significa "generare, mettere al mondo".
In arabo il sostantivo maschile ibn e quello femminile bint (abbreviabile convenzionalmente in "bt.") significano quindi rispettivamente "figlio" e "figlia", mentre il plurale Banū - che di per sé significa "figli" - viene a identificare un gruppo che faccia riferimento a un eponimo ritenuto comune e serve pertanto a indicare un raggruppamento umano, che sia clanico o tribale.
Le parole ibn (b.) e bint (o bt.) fanno parte costitutiva dell'onomastica araba e, seguiti dal nome del genitore, individuano il nasab: il rapporto ossia di filiazione, per cui, ad esempio, l'espressione "Muhammad b. ʿAbd Allāh", o "Muhammad ibn ʿAbd Allāh", significa "Muhammad figlio di ʿAbd Allāh".
Il nasab è essenziale per identificare con maggior precisione una persona e ha quindi la funzione che in altri paesi ha il cognome: fatto tanto più importante quanto più si ricordi che ciò avviene in una tradizione onomastica che non ricorre al cognome fino all'età moderna.
Qualora non fosse sufficiente inserire il solo nome del proprio genitore, sarà allora necessario includere anche il nome del nonno e, semmai, di altri avi ancora.